# Zámecký klen
Zámecký klen je památný strom v obci Palvínov nedaleko zámku. Javor klen (Acer pseudoplatanus L.) je mohutný soliterní strom s korunou nasazenou v šesti metrech. Javor roste v nadmořské výšce 640 m, je starý 300 let, výška stromu je 26 m, obvod kmene 470 cm (měřeno 2016). Strom je chráněn od 21. června 1985 jako esteticky významný strom.

## Památné stromy v okolí
- Lípa ve Vatětické aleji
- Palvínovská alej
- Palvínovská lípa
- Skupina dubů ve Sloním údolí
- Skupina dubů zimních
- Skupina stromů v zámeckém parku
- Vatětická lípa
- Vatětický jasan
- Vatětický javor
- Vatěticko-mouřenecká alej

## Galerie

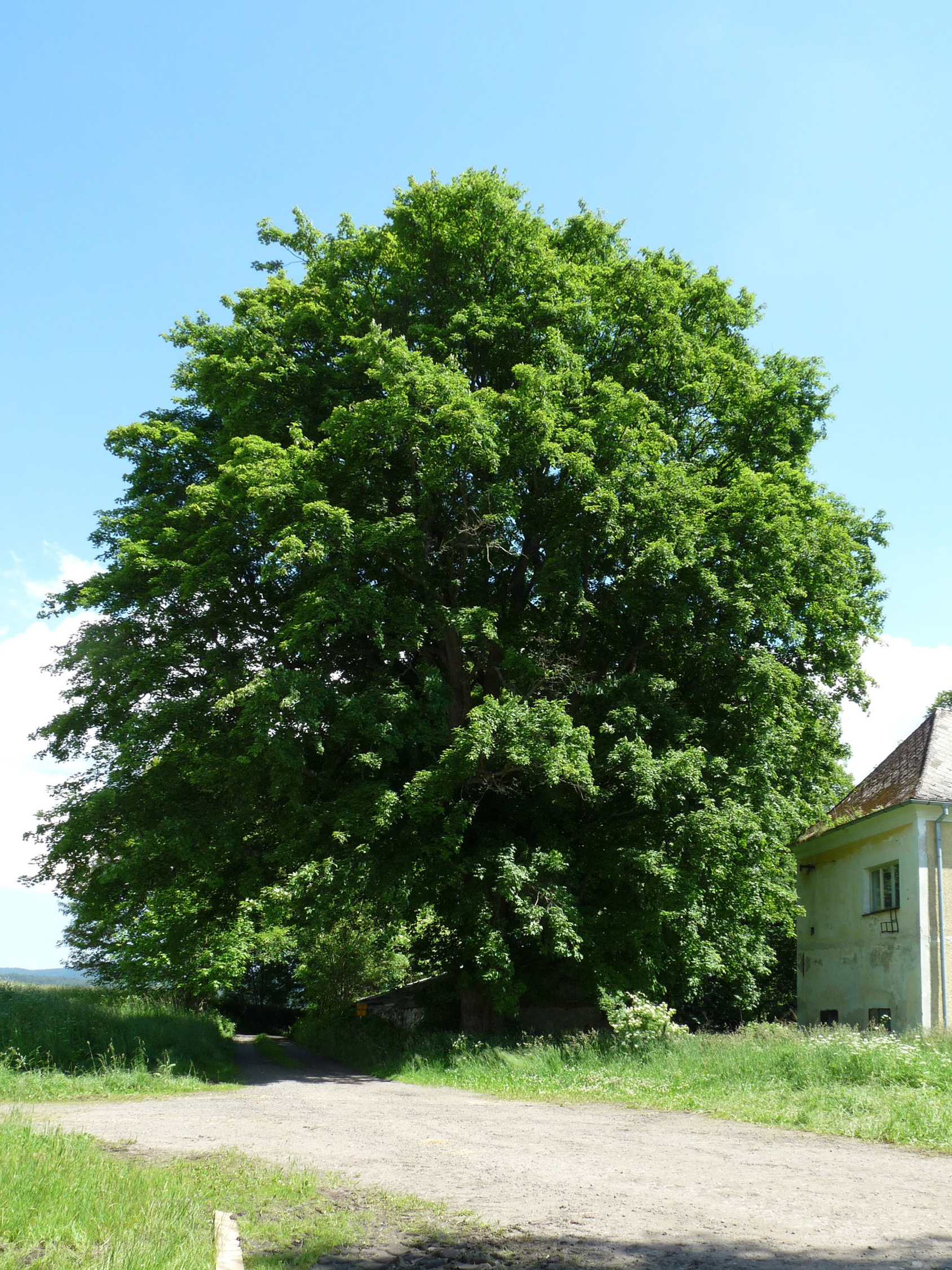
Javor u zámku
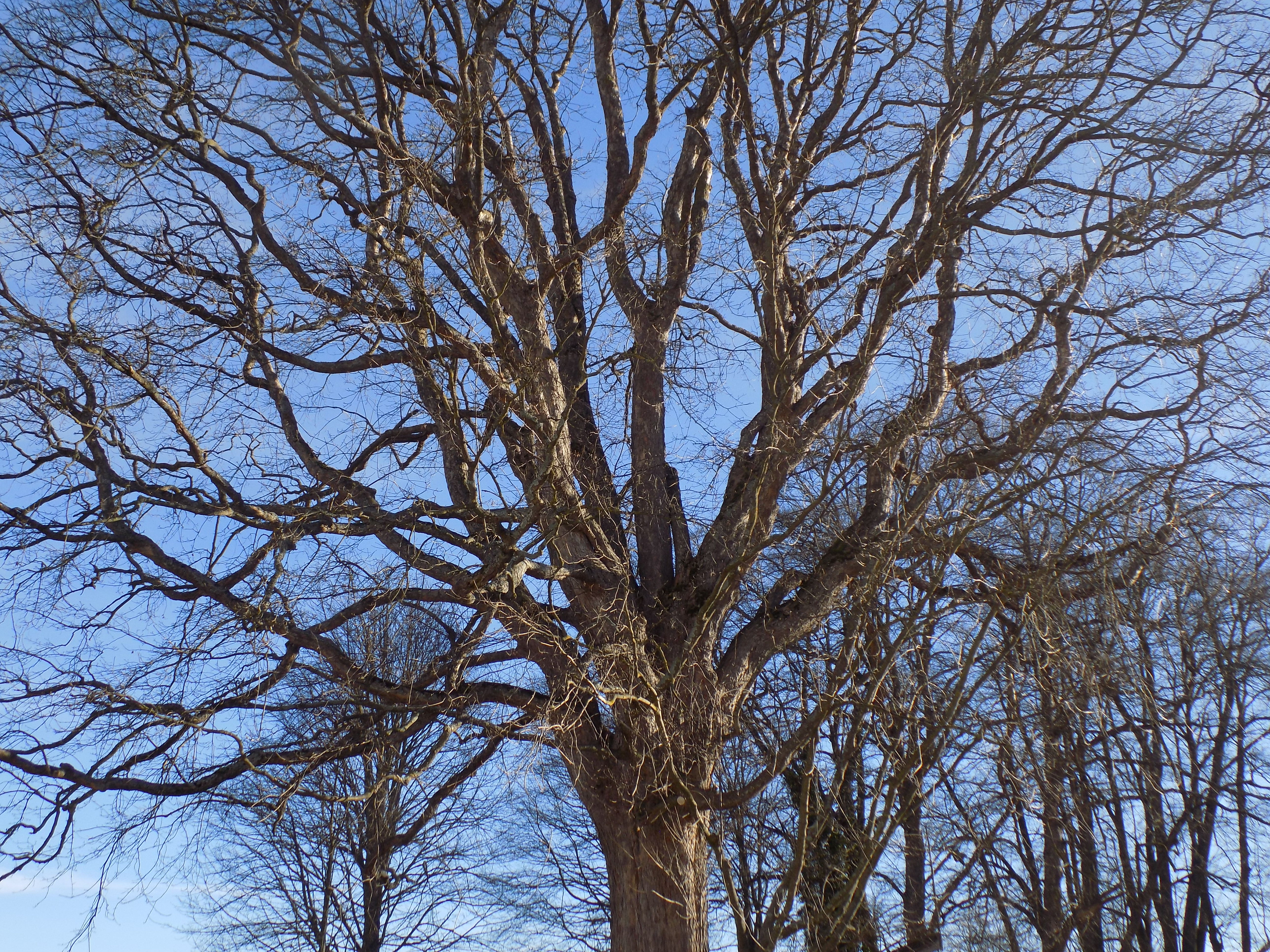
Pohled do koruny
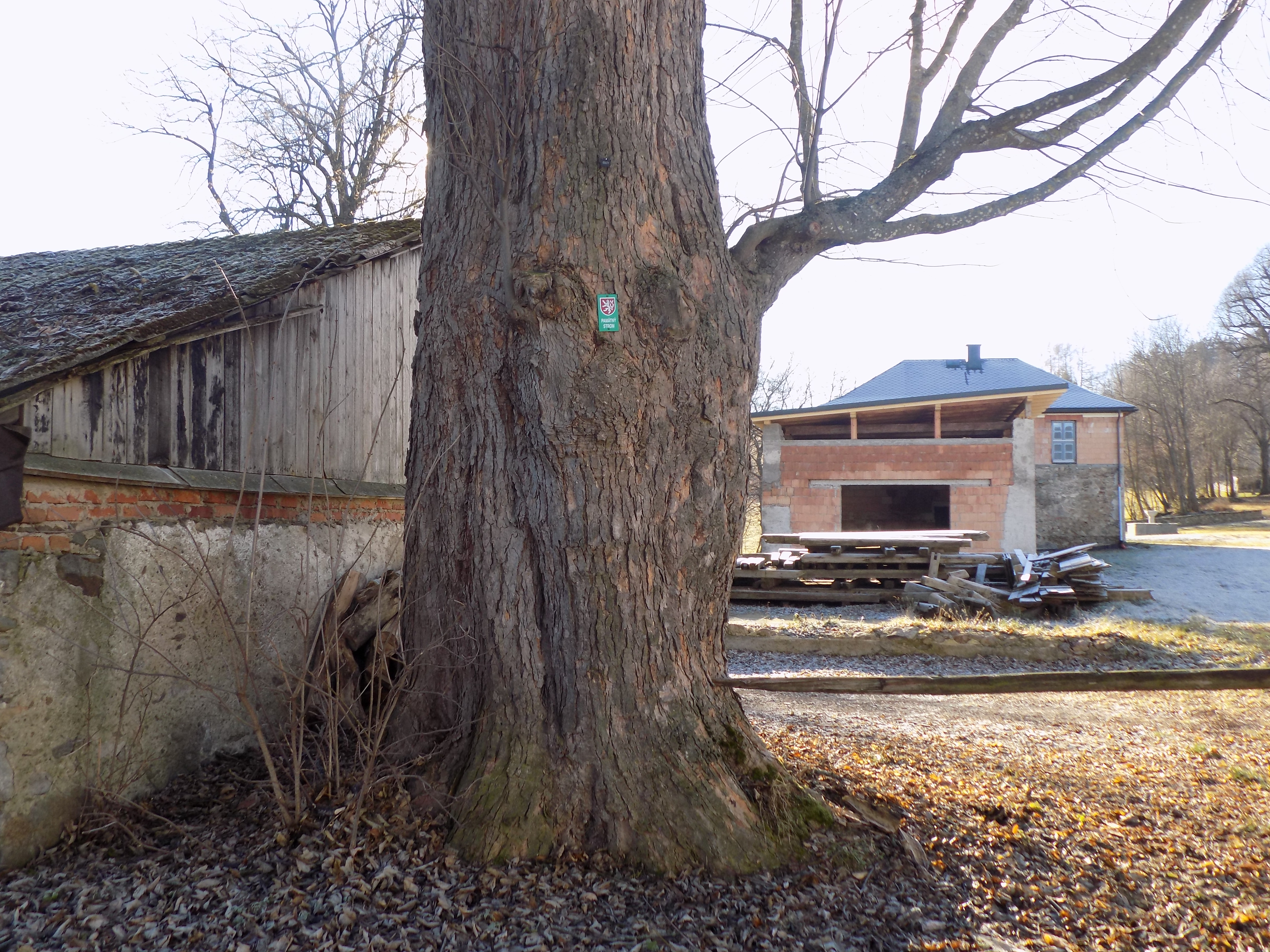
Pata stromu